# Múlin (Streymoy)
Múlin è una montagna alta 663 metri sul mare situata sull'isola di Streymoy, la maggiore dell'arcipelago delle Isole Fær Øer, in Danimarca.